# Szenebmiu
Szenebmiu (uralkodói nevén Szeuahenré) az ókori egyiptomi XIII. dinasztia végének egyik uralkodója. Jürgen von Beckerath szerint dinasztiájának negyvenegyedik királya volt, Darrell Baker szerint az ötvenhetedik. Kim Ryholt szerint rövid ideig uralkodott, valamikor i. e. 1660 és 1649 között.

## Említései

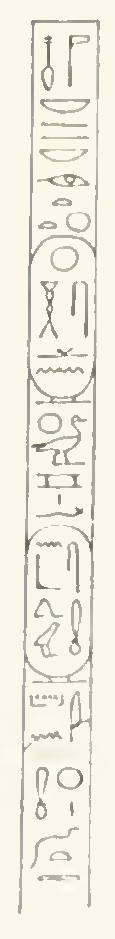
Szenebmiu felirata Dejr el-Bahari.

Szenebmiunak nem sok említése maradt fenn; sajnos a korszak legfontosabb forrásának számító torinói királylista VII. Szobekhotep neve után súlyosan károsodott, így a dinasztia utolsó 19 uralkodójának kiléte és sorrendje ebből a dokumentumból megállapíthatatlan. Szenebmiu uralkodói neve, a Szeuahenré talán részben fennmaradt a papiruszon, amennyiben azonos a 8. oszlop 16. sorában szereplő Sze[…]uahenré névvel. Darrell Baker és Kim Ryholt megjegyzik, hogy ez az azonosítás messze nem áll stabil lábakon, mert  megfelelhet a korszak egy másik kevéssé ismert királya, Szehaenré nevének is. Ezt leszámítva SZenebmiut csak a III. Thotmesz idején összeállított karnaki királylista említi, a 49. helyen.
Szenebmiunak kevés korabeli említése maradt fenn, mind Felső-Egyiptomból. Darrell Baker és Daphna Ben Tor szerint ez azt jelezheti, hogy a XIII. dinasztia erre az időre már elvesztette az uralmat Alsó- és talán Közép-Egyiptom fölött is.
Egy mészkősztélé töredéke, melyet G. W. Fraser fedezett fel Gebeleinben 1893-ban és ma a British Museumban található (BM EA24895), említi „Ré fia, az ő testéből, Szenebmiu” nevét. A sztélé egykor a királyt ábrázolta a kettős koronával a fején, talán áldozatbemutatás közben, de a dombormű nagy része mára elveszett. Szenebmiu egy további említését II. Montuhotep Dejr el-Bahari-i halotti templomában fedezték fel, ahol egy kis naosz viseli a király titulatúráját. Végül egy bot is előkerült, melyen szerepel Szenebmiu uralkodói neve, valamint a királyi pecsétőré, a mocsárlakók elöljárójáé, Szenebnié. Ez a Karnakkal szemben, a Nílus nyugati partján lévő Kurnából került elő egy sírból, melynek pontos helye mára elveszett.

## Fordítás
- Ez a szócikk részben vagy egészben  a   Sewahenre Senebmiu című angol Wikipédia-szócikk ezen változatának fordításán alapul.  Az eredeti cikk szerkesztőit annak laptörténete sorolja fel. Ez a jelzés csupán a megfogalmazás eredetét és a szerzői jogokat jelzi, nem szolgál a cikkben szereplő információk forrásmegjelöléseként.